# Permiso de pesca
Permiso de pesca es una autorización o licencia que otorga la provincia de un país, a través del organismo  competente y regulador de la actividad, para poder acceder a los lugares permitidos y practicar el deporte de la pesca, con la finalidad de preservar el recurso natural, son considerados documentos personales e intransferibles.

## Reglamento
El permiso viene acompañado de un reglamento, donde se dan las pautas para la práctica de este deporte, regulando la actividad y preservando algunas especies y permitiéndose la pesca de otras en ciertos períodos de tiempo en el año calendario, en él se clasifican a los pescadores por lugar de origen, si son residentes de la provincia tienen un precio diferencial a los que no lo son y además se otorgan permisos especiales para la práctica de pesca con mosca y modalidad de trolling (pesca embarcada).
Según la edad del pescador, los permisos tienen valores preferenciales, en algunos lugares no se les cobra el permiso a los menores de edad (varia la edad, de acuerdo a provincias distintas), a los jubilados y a las personas con capacidades diferentes.
El reglamento estipula los señuelos permitidos y los horarios habilitados, prohibiéndose en algunos casos la práctica nocturna, la cantidad permitida para extraer y en algunos casos ordena la obligatoriedad de devolver el pez al agua.

## Consecuencias
El no contar con el permiso de pesca, permite a los fiscalizadores de la actividad, (en algunos casos se los denomina guardafauna) a decomisar el equipo y cobrar una multa.